# Olav Duun

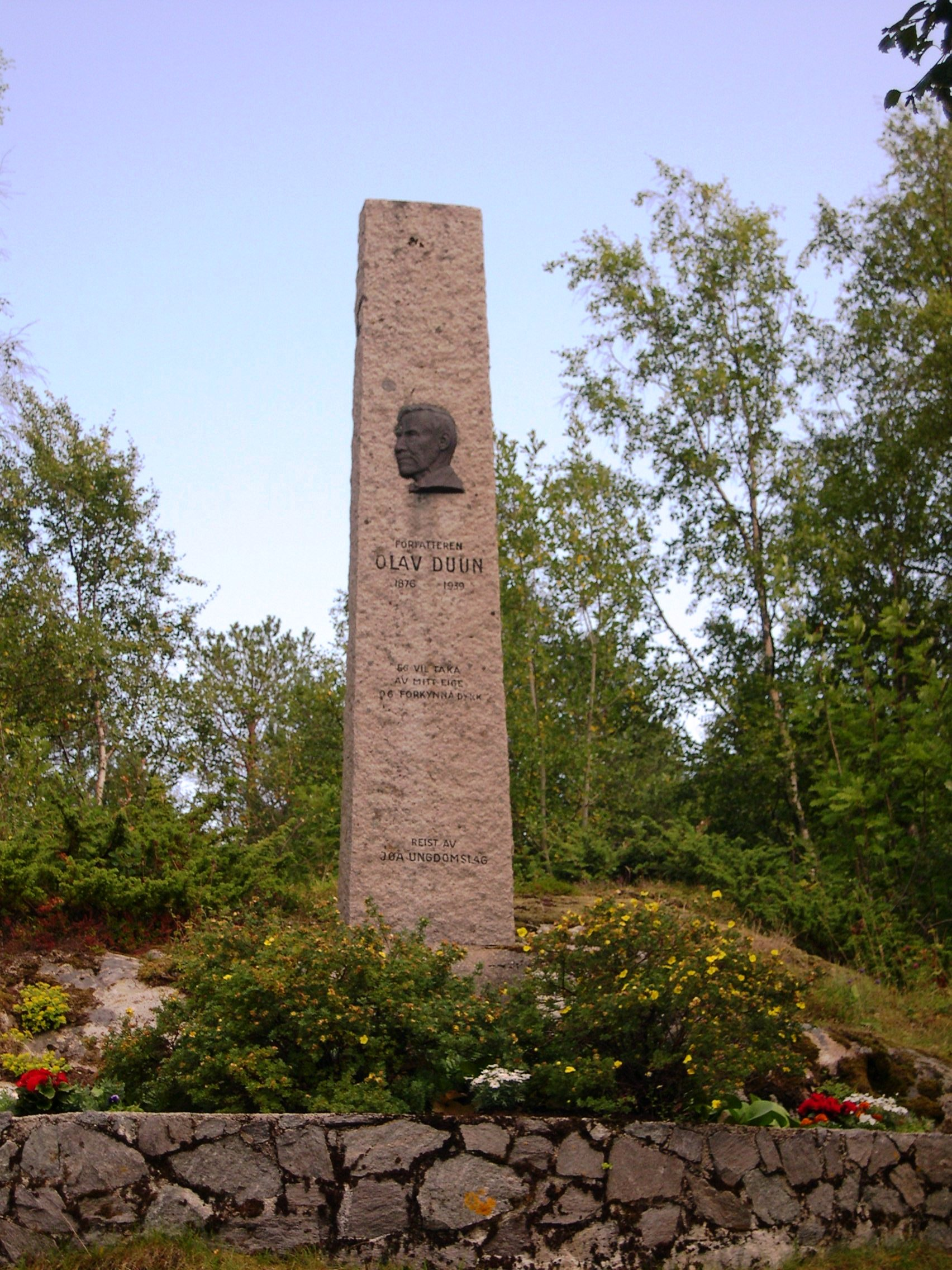
Památník věnovaný Olavu Duunovi

Olav Duun (21. listopadu 1876, Jøa i Fosnes – 13. září 1939, Holmestrand) byl norský spisovatel. Debutoval roku 1907 (tedy stejného roku jako jeho krajané Sigrid Undsetová a Johan Falkberget).
Mezi jeho nejznámější a nejcennější díla patří šestisvazkový epos Lidé z Juviku (Juvikfolket, 1918-1923) a román Lidé a živly (Menneske og maktene, 1938).
Duunovy romány se často odehrávají v přímořské oblasti Namdalenu ve středním Norsku, z níž sám pocházel. Tematicky se zaměřuje na boj dobra se zlem, který se odehrává v duši každého člověka a který se v různých podobách projevuje i na povrchu, v lidském jednání.
Duun psal menšinovým norským jazykem nynorsk v silně dialektální variantě, což do jisté míry zabránilo světovému rozšíření Duunovy slávy.

## Dílo dostupné v češtině
- Seznam děl v Souborném katalogu ČR, jejichž autorem nebo tématem je Olav Duun
- Hoši z ostrova (Olsøygutane, 1927; č. 1931, překlad Hugo Kosterka)
- Lidé z Juviku 1-6 (Juvifolket 1-6, 1918-1923; č. 1932-1934, překlad Hugo Kosterka)
- Bůh se usmívá (Gud smiler, 1935; č. 1937, překlad Milada Krausová-Lesná
- Památka (Ettermæle 1932; č. 1941, překlad Jana Netušilová)
- Lidé a živly (Menneske og maktene 1938; č. 1948, překlad Oldřich Liška)